# 支庁
支庁（しちょう）とは、都道府県知事の権限に属する事務を分掌させるため、必要な地に条例により設けられる都道府県の総合出先機関を言う（地方自治法155条）。また、その管轄地域自体を指す場合もある。同様の機関として地方事務所、支庁出張所が同条に挙げられている。なお、これら都道府県の出先機関である支庁や支庁出張所、地方事務所には議会や公選の長はおかれず（支庁長、所長は知事部局の一般職員）、旅券発給や納税証明書発行等の窓口業務など、管轄地域ごとに行った方が効率のよい一部の業務を担当している。

## 概要
1871年7月の廃藩置県後、同年11月末までに府県は3府72県となったが、その後も府県の統合が続き1881年には3府43県まで整理された。この際に統合された旧県の旧県庁所在地などに支庁を置く例が多く見られた。これらの支庁は、府県の統治機構が整備されて府県全域の統合が進む一方で、1878年の郡区町村編制法によって設置された郡長と郡役所が府県の出先機関としての機能を持つようになったために、その多くが廃止された。

## 北海道と山形県の場合
北海道の支庁は、1897年10月10日、従前複数の郡を管轄した郡役所の代わりとして設置された。少ない人口が広い土地に分散している北海道では、本州並みの郡区画では狭すぎたため実態に合わせたのである。北海道で市制が施行された1922年、支庁が再編されて14支庁となった。
北海道以外の府県では、1926年の内務省告示（大正15年告示第82号）によって同年7月1日に18府県で25の支庁が設置された。これは同年の地方官官制改正により府県の出先機関としての郡長・郡役所が廃止されたことに対応して（地方自治体としての郡［郡会・郡参事会］は1923年の郡制廃止によって廃止されている）、交通不便な遠隔地や離島などについて県の出先機関を存置したものである。東京府や島根県、長崎県などの離島では従前の島庁が支庁に改組された。1942年の地方官官制改正により事実上の郡長・郡役所の復活に当たる地方事務所が設置されると、これらの支庁のうちの多くが地方事務所に改組された。ただし、後に地方事務所の統合によって支庁が新設された例もある。その他、もともと共通法で内地とされ1943年には法令上の特例が廃止・正式に内地編入された樺太の4支庁も北海道に準ずる。
1947年5月3日に施行された地方自治法では、北海道の支庁も含めて都道府県の事務を分掌する出先機関は各都道府県が条例で定めることとなった。現在では地方事務所・支庁のほか、地方振興局・行政センター・県民局などの名称を用いている府県もある。また、一部の市町村のみに総合出先機関を設置している都府県もあり、総合出先機関を設置していない府県もある。

### 総合支庁
山形県では、地方事務所の上部機関として総合支庁が置かれている。
2001年、山形県は業務のスリム化と権限移譲を図るため、これまで設置していた各地方事務所や保健所、福祉事務所、建設事務所等の機能を以下のとおり1つの機関に統合し、｢総合支庁｣と呼称することとした。
- 村山地方：東南村山地方事務所・西村山地方事務所・北村山地方事務所 等 → 村山総合支庁

- 最上地方：最上地方事務所 等 → 最上総合支庁

- 置賜地方：東南置賜地方事務所・西置賜地方事務所 等 → 置賜総合支庁

- 庄内地方：庄内支庁（田川・飽海の各地方事務所を統合した機関。1969年から存在） → 庄内総合支庁

## 支庁・地方事務所一覧
以下は共通法1条で内地とされた地域で、戦後、設置条例が制定されており、かつ、条例あるいは条例に基づく規則等において、地方自治法第155条第1項を根拠とすることがうたわれているものを挙げる。

### 支庁・地方事務所を設置している都道府県

#### 北海道
北海道では、それまでの支庁を、2009年度10月以降に総合振興局・振興局に再編することが決定。2008年6月28日の道議会で、14支庁を9総合振興局に再編し、その下に総合振興局の出張所として5振興局を置くこととする条例が可決された。
しかし、縮小の対象となった支庁のうち、檜山支庁、日高支庁、留萌支庁、根室支庁の支庁所在地を抱える管内各自治体はこの再編案に反発し、また、再編する際に必要な公職選挙法の改正が先送りされ（北海道では衆議院小選挙区区画区分を支庁管内境界で区分している）、2009年4月実施は不可能となり、当初の条例は施行されず、結局、2009年3月31日の道議会で、「北海道総合振興局設置条例」が、改正・改称され、総合振興局・振興局改称後も、どちらも地方自治法上の支庁の扱いになった。総合振興局は、隣接する振興局管内の広域行政を担うことができる、網走支庁がオホーツク総合振興局となる以外は名称は現在の支庁名を継承する、幌延町が留萌支庁管内から宗谷総合振興局管内・幌加内町が空知支庁管内から上川総合振興局管内に移る、などが定められた。2010年4月1日より適用された。
- 再編実施後（総合振興局・振興局）は、共に地方自治法上の支庁として位置づけられる。所管区域（カッコ）は広域行政を分担する振興局地域。また、北海道の天気予報の地域区分では振興局名が使われている[注釈 2]。
- 位置は振興局・地方事務所所在地（根室振興局は北方領土も所管）

| 名称                 | 位置     | 所管区域               | 旧条例（未施行）における名称 |
| -------------------- | -------- | ---------------------- | ---------------------------- |
| 渡島総合振興局       | 函館市   | 渡島地域・（檜山地域） | 道南総合振興局               |
| 檜山振興局           | 江差町   | 檜山地域               | 檜山振興局                   |
| 胆振総合振興局       | 室蘭市   | 胆振地域・（日高地域） | 日胆総合振興局               |
| 日高振興局           | 浦河町   | 日高地域               | 日高振興局                   |
| 空知総合振興局       | 岩見沢市 | 空知地域・（石狩地域） | 道央総合振興局               |
| 石狩振興局           | 札幌市   | 石狩地域               | 石狩振興局                   |
| 後志総合振興局       | 倶知安町 | 後志地域               | 後志総合振興局               |
| 上川総合振興局       | 旭川市   | 上川地域・（留萌地域） | 道北総合振興局               |
| 留萌振興局           | 留萌市   | 留萌地域               | 留萌振興局                   |
| 宗谷総合振興局       | 稚内市   | 宗谷地域               | 宗谷総合振興局               |
| オホーツク総合振興局 | 網走市   | 網走地域               | オホーツク総合振興局         |
| 十勝総合振興局       | 帯広市   | 十勝地域               | 十勝総合振興局               |
| 釧路総合振興局       | 釧路市   | 釧路地域・（根室地域） | 道東総合振興局               |
| 根室振興局           | 根室市   | 根室地域               | 根室振興局                   |

#### 東北地方
青森県
2006年（平成18年）4月から以下の地域県民局を導入していたが、2025年（令和7年）3月31日で廃止された。
| 名称           | 位置       | 所管区域                                   |
| -------------- | ---------- | ------------------------------------------ |
| 東青地域県民局 | 青森市     | 青森市、東津軽郡                           |
| 中南地域県民局 | 弘前市     | 弘前市、黒石市、平川市、中津軽郡、南津軽郡 |
| 三八地域県民局 | 八戸市     | 八戸市、三戸郡                             |
| 西北地域県民局 | 五所川原市 | 五所川原市、つがる市、西津軽郡、北津軽郡   |
| 上北地域県民局 | 十和田市   | 十和田市、三沢市、上北郡                   |
| 下北地域県民局 | むつ市     | むつ市、下北郡                             |

岩手県
| 名称           | 位置   | 所管区域                                                                            |
| -------------- | ------ | ----------------------------------------------------------------------------------- |
| 盛岡広域振興局 | 盛岡市 | 盛岡市、八幡平市、滝沢市、岩手郡、紫波郡                                            |
| 県南広域振興局 | 奥州市 | 花巻市、北上市、遠野市、一関市、奥州市、 和賀郡、胆沢郡、西磐井郡                   |
| 沿岸広域振興局 | 釜石市 | 宮古市、大船渡市、陸前高田市、釜石市、 気仙郡、上閉伊郡、下閉伊郡（普代村を除く。） |
| 県北広域振興局 | 久慈市 | 久慈市、二戸市、下閉伊郡のうち普代村、九戸郡、二戸郡                                |

宮城県
（県税及び土木に関する事務は分掌していない。）
| 名称                 | 位置     | 所管区域       | 所管区域                                                                  |
| 名称                 | 位置     | 広域圏         | 市郡                                                                      |
| -------------------- | -------- | -------------- | ------------------------------------------------------------------------- |
| 大河原地方振興事務所 | 大河原町 | 仙南圏         | 白石市、角田市、刈田郡、柴田郡、伊具郡                                    |
| 仙台地方振興事務所   | 仙台市   | 仙台都市圏     | 仙台市、塩竈市、名取市、多賀城市、岩沼市、 富谷市、亘理郡、宮城郡、黒川郡 |
| 北部地方振興事務所   | 大崎市   | 大崎圏         | 大崎市、加美郡、遠田郡                                                    |
| 北部地方振興事務所   | 大崎市   | 栗原圏         | 栗原市                                                                    |
| 東部地方振興事務所   | 石巻市   | 石巻圏         | 石巻市、東松島市、牡鹿郡                                                  |
| 東部地方振興事務所   | 石巻市   | 登米圏         | 登米市                                                                    |
| 気仙沼地方振興事務所 | 気仙沼市 | 気仙沼・本吉圏 | 気仙沼市、本吉郡                                                          |

秋田県
| 名称             | 位置       | 所管区域                         |
| ---------------- | ---------- | -------------------------------- |
| 鹿角地域振興局   | 鹿角市     | 鹿角市、鹿角郡                   |
| 北秋田地域振興局 | 北秋田市   | 大館市、北秋田市、北秋田郡       |
| 山本地域振興局   | 能代市     | 能代市、山本郡                   |
| 秋田地域振興局   | 秋田市     | 秋田市、男鹿市、潟上市、南秋田郡 |
| 由利地域振興局   | 由利本荘市 | 由利本荘市、にかほ市             |
| 仙北地域振興局   | 大仙市     | 大仙市、仙北市、仙北郡           |
| 平鹿地域振興局   | 横手市     | 横手市                           |
| 雄勝地域振興局   | 湯沢市     | 湯沢市、雄勝郡                   |

山形県
| 名称         | 位置   | 所管区域     |
| ------------ | ------ | ------------ |
| 村山総合支庁 | 山形市 | （村山地方） |
| 最上総合支庁 | 新庄市 | （最上地方） |
| 置賜総合支庁 | 米沢市 | （置賜地方） |
| 庄内総合支庁 | 三川町 | （庄内地方） |

#### 関東地方
群馬県
| 名称             | 位置           | 所管区域                 |
| ---------------- | -------------- | ------------------------ |
| 中部振興局       | 前橋市         | 前橋市、伊勢崎市、佐波郡 |
| 北群馬渋川振興局 | 渋川市         | 渋川市、北群馬郡         |
| 高崎安中振興局   | 高崎市         | 高崎市、安中市           |
| 多野藤岡振興局   | 藤岡市         | 藤岡市、多野郡           |
| 甘楽富岡振興局   | 富岡市         | 富岡市、甘楽郡           |
| 吾妻振興局       | 吾妻郡中之条町 | 吾妻郡                   |
| 利根沼田振興局   | 沼田市         | 沼田市、利根郡           |
| 東部振興局       | 太田市         | 太田市、館林市、邑楽郡   |
| 桐生みどり振興局 | 桐生市         | 桐生市、みどり市         |

東京都
| 名称       | 位置     | 所管区域                         |
| ---------- | -------- | -------------------------------- |
| 大島支庁   | 大島町   | 大島町、利島村、新島村、神津島村 |
| 三宅支庁   | 三宅村   | 三宅村、御蔵島村                 |
| 八丈支庁   | 八丈町   | 八丈町、青ヶ島村                 |
| 小笠原支庁 | 小笠原村 | 小笠原村                         |

島嶼部のみ支庁が設置されている。
神奈川県
| 名称                           | 位置             | 所管区域 |
| ------------------------------ | ---------------- | --- |
| 横須賀三浦地域県政総合センター | 横須賀市         | 横須賀市、鎌倉市、逗子市、三浦市、三浦郡（葉山町）                                                           |
| 県央地域県政総合センター       | 厚木市           | 相模原市、厚木市、大和市、海老名市、座間市、綾瀬市、愛甲郡（愛川町、清川村）                                 |
| 湘南地域県政総合センター       | 平塚市           | 平塚市、藤沢市、茅ヶ崎市、秦野市、伊勢原市、高座郡（寒川町）、中郡（大磯町、二宮町）                         |
| 県西地域県政総合センター       | 小田原市、開成町 | 小田原市、足柄下郡（箱根町、真鶴町、湯河原町）、南足柄市、足柄上郡（中井町、大井町、松田町、山北町、開成町） |

※ 政令指定都市の横浜市と川崎市を所管するセンターは設置されていない。（相模原市は県央地域県政総合センターが所管）

#### 中部地方
新潟県
| 名称             | 位置     | 所管区域                                                         |
| ---------------- | -------- | ---------------------------------------------------------------- |
| 村上地域振興局   | 村上市   | 村上市、岩船郡関川村並びに粟島浦村                               |
| 新発田地域振興局 | 新発田市 | 新発田市、阿賀野市、胎内市、北蒲原郡聖籠町                       |
| 新潟地域振興局   | 新潟市   | 新潟市（一部業務は市に政令市移行時移譲）、五泉市、東蒲原郡阿賀町 |
| 三条地域振興局   | 三条市   | 三条市、加茂市、燕市、西蒲原郡弥彦村、南蒲原郡田上町             |
| 長岡地域振興局   | 長岡市   | 長岡市、小千谷市、見附市、三島郡出雲崎町                         |
| 魚沼地域振興局   | 魚沼市   | 魚沼市                                                           |
| 南魚沼地域振興局 | 南魚沼市 | 南魚沼市、南魚沼郡湯沢町                                         |
| 十日町地域振興局 | 十日町市 | 十日町市、中魚沼郡津南町                                         |
| 柏崎地域振興局   | 柏崎市   | 柏崎市、刈羽郡刈羽村                                             |
| 上越地域振興局   | 上越市   | 上越市、妙高市                                                   |
| 糸魚川地域振興局 | 糸魚川市 | 糸魚川市                                                         |
| 佐渡地域振興局   | 佐渡市   | 佐渡市                                                           |

石川県
| 名称             | 位置   | 所轄区域                       |
| ---------------- | ------ | ------------------------------ |
| 中能登総合事務所 | 七尾市 | 七尾市、羽咋市、羽咋郡、鹿島郡 |
| 奥能登総合事務所 | 輪島市 | 輪島市、珠洲市、鳳珠郡         |

福井県
| 名称       | 位置   | 所轄区域                                   |
| ---------- | ------ | ------------------------------------------ |
| 嶺南振興局 | 小浜市 | 敦賀市、小浜市、三方郡、大飯郡、三方上中郡 |

長野県
| 名称                 | 位置   | 所管区域                                           |
| -------------------- | ------ | -------------------------------------------------- |
| 佐久地域振興局       | 佐久市 | 小諸市、佐久市、北佐久郡、南佐久郡                 |
| 上田地域振興局       | 上田市 | 上田市、東御市、小県郡                             |
| 諏訪地域振興局       | 諏訪市 | 岡谷市、諏訪市、茅野市、諏訪郡                     |
| 上伊那地域振興局     | 伊那市 | 伊那市、駒ヶ根市、上伊那郡                         |
| 南信州地域振興局     | 飯田市 | 飯田市、下伊那郡                                   |
| 木曽地域振興局       | 木曽町 | 木曽郡                                             |
| 松本地域振興局       | 松本市 | 松本市、塩尻市、安曇野市、東筑摩郡                 |
| 北アルプス地域振興局 | 大町市 | 大町市、北安曇郡                                   |
| 長野地域振興局       | 長野市 | 長野市、須坂市、千曲市、上水内郡、上高井郡、埴科郡 |
| 北信地域振興局       | 中野市 | 中野市、飯山市、下水内郡、下高井郡                 |

※2017年4月1日に旧地方事務所が地域振興局に名称変更。その際に上小地方事務所→上田地域振興局、下伊那地方事務所→南信州地域振興局、北安曇地方事務所→北アルプス地域振興局に変わった。
岐阜県
| 名称                 | 位置       | 所管区域                                                 |
| -------------------- | ---------- | -------------------------------------------------------- |
| 西濃振興局           | 大垣市     | 大垣市、海津市、養老郡、不破郡、安八郡、揖斐郡           |
| 西濃振興局揖斐事務所 | 揖斐川町   | 大垣市、海津市、養老郡、不破郡、安八郡、揖斐郡           |
| 中濃振興局           | 美濃加茂市 | 関市、美濃市、美濃加茂市、可児市、郡上市、加茂郡、可児郡 |
| 中濃振興局中濃事務所 | 美濃市     | 関市、美濃市、美濃加茂市、可児市、郡上市、加茂郡、可児郡 |
| 東濃振興局           | 多治見市   | 多治見市、中津川市、瑞浪市、恵那市、土岐市               |
| 東濃振興局恵那事務所 | 恵那市     | 多治見市、中津川市、瑞浪市、恵那市、土岐市               |
| 飛騨振興局           | 高山市     | 高山市、飛騨市、下呂市、大野郡                           |

- 岐阜振興局（岐阜市）は廃止され、業務は内部組織に移管。

※ 西濃振興局揖斐事務所は揖斐郡、中濃振興局中濃事務所は関市、美濃市、郡上市、東濃振興局恵那事務所は中津川市、恵那市を管轄。
愛知県
| 名称       | 位置   | 所管区域                                                 |
| ---------- | ------ | -------------------------------------------------------- |
| 東三河総局 | 豊橋市 | 豊橋市、豊川市、蒲郡市、新城市、田原市及び北設楽郡の区域 |

#### 近畿地方
京都府
| 名称           | 位置     | 所管区域                                                                                     |
| -------------- | -------- | -------------------------------------------------------------------------------------------- |
| 山城広域振興局 | 宇治市   | 宇治市・城陽市・八幡市・京田辺市・向日市・長岡京市・木津川市・乙訓郡・久世郡・綴喜郡・相楽郡 |
| 南丹広域振興局 | 亀岡市   | 亀岡市・南丹市・京丹波町                                                                     |
| 中丹広域振興局 | 舞鶴市   | 福知山市・舞鶴市・綾部市                                                                     |
| 丹後広域振興局 | 京丹後市 | 宮津市・京丹後市・与謝郡                                                                     |

兵庫県
2001年（平成13年）に10県民局体制が発足したが、県の権限が政令指定都市・中核市に移譲されている地域については2014年（平成26年）より小規模な県民センターに改組されて7局3センター体制となった。
| 名称               | 位置         | 所管区域                                                                   |
| ------------------ | ------------ | -------------------------------------------------------------------------- |
| 神戸県民センター   | 神戸市       | 神戸市                                                                     |
| 阪神南県民センター | 尼崎市       | 尼崎市・西宮市・芦屋市                                                     |
| 阪神北県民局       | 宝塚市       | 伊丹市・宝塚市・川西市・三田市・川辺郡猪名川町                             |
| 東播磨県民局       | 加古川市     | 明石市・加古川市・高砂市・加古郡稲美町・播磨町                             |
| 北播磨県民局       | 加東市       | 三木市・小野市・加西市・西脇市・加東市・多可郡多可町                       |
| 中播磨県民センター | 姫路市       | 姫路市・神崎郡市川町・福崎町・神河町                                       |
| 西播磨県民局       | 赤穂郡上郡町 | 相生市・赤穂市・宍粟市・たつの市・揖保郡太子町・赤穂郡上郡町・佐用郡佐用町 |
| 但馬県民局         | 豊岡市       | 養父市・朝来市・豊岡市・美方郡香美町・新温泉町                             |
| 丹波県民局         | 丹波市       | 丹波篠山市、丹波市                                                         |
| 淡路県民局         | 洲本市       | 南あわじ市、淡路市、洲本市                                                 |

和歌山県
概ね、現旧の郡単位で置かれている。
| 名称         | 位置         | 所管区域                     |
| ------------ | ------------ | ---------------------------- |
| 海草振興局   | 和歌山市     | 和歌山市、海南市、海草郡     |
| 那賀振興局   | 岩出市       | 岩出市、紀の川市（旧那賀郡） |
| 伊都振興局   | 橋本市       | 橋本市、伊都郡               |
| 有田振興局   | 有田郡湯浅町 | 有田市、有田郡               |
| 日高振興局   | 御坊市       | 御坊市、日高郡               |
| 西牟婁振興局 | 田辺市       | 田辺市、西牟婁郡             |
| 東牟婁振興局 | 新宮市       | 新宮市、東牟婁郡             |

#### 中国地方
鳥取県
2013年に東部総合事務所（鳥取市）、八頭総合事務所（八頭郡八頭町）が廃止され、業務は県庁各部署に移管された。また、日野総合事務所は西部総合事務所日野振興センターに再編された。なお、県税に関する業務は県庁直轄の各県税事務所（総務部の下部組織）が分掌している。ただし、県民税利子割・法人県民税・法人事業税・地方法人特別税・県たばこ税については全域が東部県税事務所の担当、鉱区税・産業廃棄物処分場税（法定外目的税）については全域が中部県税事務所の担当、ゴルフ場利用税・軽油引取税については全域が西部県税事務所の担当となる。西部総合事務所日野振興センター・西部県税事務所日野支所は所管地域内の一部業務のみ担当し、所管外業務は西部総合事務所・西部県税事務所が全域を担当する。
| 名称              | 名称           | 位置         | 所管区域                                               | 所管区域                                               |
| 県税部門以外      | 県税部門       | 位置         | 所管区域                                               | 所管区域                                               |
| ----------------- | -------------- | ------------ | ------------------------------------------------------ | ------------------------------------------------------ |
| 中部総合事務所    | 中部県税事務所 | 倉吉市       | 倉吉市、東伯郡三朝町、湯梨浜町、琴浦町、北栄町         | 倉吉市、東伯郡三朝町、湯梨浜町、琴浦町、北栄町         |
| 西部総合事務所    | 西部県税事務所 | 米子市       | 米子市、境港市、西伯郡日吉津村、大山町、南部町、伯耆町 | 米子市、境港市、西伯郡日吉津村、大山町、南部町、伯耆町 |
| ┗日野振興センター | ┗日野支所      | 日野郡日野町 |                                                        | 日野郡日南町、日野町、江府町                           |

※ 鳥取市、岩美郡岩美町、八頭郡若桜町、智頭町及び八頭町は県庁直轄（県税に関する業務については東部県税事務所が担当する）。また、2018年4月1日から、福祉保健・生活環境に関する業務は一部を除いて管轄外となる（鳥取市保健所の管轄）。
島根県
- 隠岐支庁（隠岐郡隠岐の島町）

岡山県
地域事務所は所管地域内の一部業務のみ担当し、所管外業務は県民局本局が全域を担当する。
| 名称            | 位置   | 所管区域                             | 所管区域                               |
| --------------- | ------ | ------------------------------------ | -------------------------------------- |
| 備前県民局      | 岡山市 | 岡山市、玉野市、瀬戸内市、吉備中央町 | 岡山市、玉野市、瀬戸内市、吉備中央町   |
| ┗東備地域事務所 | 和気町 |                                      | 備前市、赤磐市、和気町                 |
| 備中県民局      | 倉敷市 | 倉敷市、総社市、早島町               | 倉敷市、総社市、早島町                 |
| ┣井笠地域事務所 | 笠岡市 |                                      | 笠岡市、井原市、浅口市、里庄町、矢掛町 |
| ┣高梁地域事務所 | 高梁市 |                                      | 高梁市                                 |
| ┗新見地域事務所 | 新見市 |                                      | 新見市                                 |
| 美作県民局      | 津山市 | 津山市、鏡野町、久米南町、美咲町     | 津山市、鏡野町、久米南町、美咲町       |
| ┣真庭地域事務所 | 真庭市 |                                      | 真庭市、新庄村                         |
| ┗勝英地域事務所 | 美作市 |                                      | 美作市、勝央町、奈義町、西粟倉村       |

※備前県民局の業務の一部は政令指定都市の岡山市が管轄外となる。

#### 四国地方
徳島県
- 南部総合県民局
  - 阿南庁舎（阿南市）
  - 那賀庁舎（那賀郡那賀町）
  - 美波庁舎（海部郡美波町）
- 西部総合県民局
  - 美馬庁舎（美馬市）
  - 三好庁舎（三好市）

香川県
- 小豆総合事務所（小豆郡土庄町）

愛媛県
- 東予地方局（西条市）
  - 今治市に今治支局が置かれている。
- 中予地方局（松山市）
- 南予地方局（宇和島市）
  - 八幡浜市に八幡浜支局が置かれている。

#### 九州・沖縄地方
長崎県
2004年度までは壱岐・対馬・五島の3支庁、2008年度までは同地方局。
| 名称       | 位置     | 所管区域                                             |
| ---------- | -------- | ---------------------------------------------------- |
| 長崎振興局 | 長崎市   | 長崎市、西彼杵郡                                     |
| 県央振興局 | 諫早市   | 諫早市、大村市                                       |
| 島原振興局 | 島原市   | 島原市、南島原市、雲仙市                             |
| 県北振興局 | 佐世保市 | 佐世保市、平戸市、松浦市、西海市、北松浦郡、東彼杵郡 |
| 五島振興局 | 五島市   | 五島市、南松浦郡新上五島町                           |
| 壱岐振興局 | 壱岐市   | 壱岐市                                               |
| 対馬振興局 | 対馬市   | 対馬市                                               |

熊本県
平成25年4月1日より広域本部を設置。
| 名称         | 位置   | 所管区域                                                               |
| ------------ | ------ | ---------------------------------------------------------------------- |
| 県央広域本部 | 熊本市 | 熊本市、宇土市、宇城市、下益城郡、上益城郡                             |
| 県北広域本部 | 菊池市 | 荒尾市、玉名市、山鹿市、菊池市、阿蘇市、合志市、玉名郡、菊池郡、阿蘇郡 |
| 県南広域本部 | 八代市 | 八代市、人吉市、水俣市、八代郡、葦北郡、球磨郡                         |
| 天草広域本部 | 天草市 | 天草市、上天草市、天草郡                                               |

大分県
| 名称       | 位置   | 所管区域                             |
| ---------- | ------ | ------------------------------------ |
| 東部振興局 | 国東市 | 国東市、杵築市、別府市、速見郡       |
| 中部振興局 | 大分市 | 大分市、由布市、臼杵市、津久見市     |
| 南部振興局 | 佐伯市 | 佐伯市                               |
| 豊肥振興局 | 竹田市 | 竹田市、豊後大野市                   |
| 西部振興局 | 日田市 | 日田市、玖珠郡                       |
| 北部振興局 | 宇佐市 | 中津市、宇佐市、豊後高田市、西国東郡 |

宮崎県
| 名称       | 位置     | 所管区域 |
| ---------- | -------- | -------- |
| 西臼杵支庁 | 高千穂町 | 西臼杵郡 |

西臼杵郡以外の地域は支庁でなく本庁直下の県税・総務事務所が7箇所に配置されている。
鹿児島県
| 名称                 | 位置       | 所管区域                                                                                           |
| -------------------- | ---------- | -------------------------------------------------------------------------------------------------- |
| 鹿児島地域振興局     | 鹿児島市   | 鹿児島市・日置市・いちき串木野市・三島村・十島村                                                   |
| 北薩地域振興局       | 薩摩川内市 | 阿久根市・出水市・薩摩川内市・さつま町・長島町                                                     |
| 南薩地域振興局       | 南さつま市 | 枕崎市・指宿市・南さつま市・南九州市                                                               |
| 姶良・伊佐地域振興局 | 姶良市     | 霧島市・伊佐市・姶良市・湧水町                                                                     |
| 大隅地域振興局       | 鹿屋市     | 鹿屋市・垂水市・曽於市・志布志市・大崎町・東串良町・錦江町・南大隅町・肝付町                       |
| 熊毛支庁             | 西之表市   | 西之表市・中種子町・南種子町・屋久島町                                                             |
| 大島支庁             | 奄美市     | 奄美市・大和村・宇検村・瀬戸内町・龍郷町・喜界町・徳之島町・天城町・伊仙町・和泊町・知名町・与論町 |

大島支庁は、第二次世界大戦終戦後の1946年（昭和21年）から1953年（昭和28年）の奄美群島の本土復帰まで、日本国の施政権下から分離されており、分離直後には南西諸島米国海軍軍政府監督下の「大島支庁」となり、その後臨時北部南西諸島政庁、奄美群島政府、琉球政府奄美地方庁を経て本土復帰に伴い、再び鹿児島県の支庁となっている。

### 支庁・地方事務所のない府県
これらの府県では、分野ごとの出先機関（地方自治法第156条にいう「保健所、警察署その他の行政機関」や、第158条にいう「内部組織」。例：福祉事務所、土木事務所 等）を府県内各地に配置している。なお、複数の出先機関が同居する庁舎を合同庁舎と称すことが多い。
- 福島県（他に保健福祉事務所、農林事務所、建設事務所など）

| 名称             | 位置       | 所管区域                                         |
| ---------------- | ---------- | ------------------------------------------------ |
| 県北地方振興局   | 福島市     | 福島市、二本松市、伊達市、本宮市、伊達郡、安達郡 |
| 県中地方振興局   | 郡山市     | 郡山市、須賀川市、田村市、岩瀬郡、石川郡、田村郡 |
| 県南地方振興局   | 白河市     | 白河市、東白川郡、西白河郡                       |
| 会津地方振興局   | 会津若松市 | 会津若松市、喜多方市、耶麻郡、河沼郡、大沼郡     |
| 南会津地方振興局 | 南会津町   | 南会津郡                                         |
| 相双地方振興局   | 南相馬市   | 相馬市、南相馬市、双葉郡、相馬郡                 |
| いわき地方振興局 | いわき市   | いわき市                                         |
- 茨城県 - 地方総合事務所を設置していたが2009年3月31日に廃止。翌4月1日から県民センターを設置[8]（水戸市などの県央地域は茨城県庁（本庁）が対応）。

| 名称             | 位置       | 所管区域 |
| ---------------- | ---------- | --- |
| 県南県民センター | 土浦市     | 土浦市・つくば市・石岡市・かすみがうら市・牛久市・稲敷市・龍ケ崎市・取手市・守谷市・つくばみらい市・阿見町・美浦村・河内町・利根町 |
| 県西県民センター | 筑西市     | 筑西市・古河市・結城市・桜川市・下妻市・常総市・坂東市・八千代町・五霞町・境町                                                     |
| 鹿行県民センター | 鉾田市     | 鉾田市・鹿嶋市・神栖市・潮来市・行方市                                                                                             |
| 県北県民センター | 常陸太田市 | 常陸太田市・日立市・高萩市・北茨城市・常陸大宮市                                                                                   |
| (本庁管轄)       |            | 水戸市・ひたちなか市・那珂市・笠間市・小美玉市・城里町・茨城町・大洗町・東海村                                                     |
- 栃木県
- 埼玉県 - 地域振興センターなど
- 千葉県 - 支庁を2004年に廃止し、県民センターなどへ⇒2011年4月1日より県民センターを地域振興事務所に名称変更

| 名称                 | 位置     | 所管区域                                                         |
| -------------------- | -------- | ---------------------------------------------------------------- |
| 葛南地域振興事務所   | 船橋市   | 船橋市、市川市、習志野市、八千代市、浦安市                       |
| 東葛飾地域振興事務所 | 松戸市   | 松戸市、野田市、柏市、流山市、我孫子市、鎌ケ谷市                 |
| 印旛地域振興事務所   | 佐倉市   | 佐倉市、成田市、四街道市、印西市、白井市、八街市、富里市、印旛郡 |
| 香取地域振興事務所   | 香取市   | 香取市、香取郡                                                   |
| 海匝地域振興事務所   | 旭市     | 旭市、銚子市、匝瑳市                                             |
| 長生地域振興事務所   | 茂原市   | 茂原市、長生郡                                                   |
| 山武地域振興事務所   | 東金市   | 東金市、山武市、大網白里市、山武郡                               |
| 夷隅地域振興事務所   | 大多喜町 | 勝浦市、いすみ市、夷隅郡                                         |
| 君津地域振興事務所   | 木更津市 | 木更津市、君津市、富津市、袖ケ浦市                               |
| 安房地域振興事務所   | 館山市   | 館山市、鴨川市、南房総市、安房郡                                 |
※千葉市及び市原市は県庁直轄
- 山梨県 - 地域県民センターなど
- 富山県
- 静岡県 - 総合庁舎など
- 愛知県 - （他に県税事務所、福祉相談センターなど）
  - 尾張県民事務所（名古屋市）
  - 西三河県民事務所（岡崎市）
- 三重県 - 県民局を2006年に廃止し、県民センターなどへ
- 滋賀県 - 環境・総合事務所など
- 大阪府 - 府民センターを1994年に廃止。現在の府民センター（豊能、三島、北河内、中河内、南河内、泉北、泉南）は庁舎の名称。
- 奈良県
- 広島県 - 地域事務所を2009年に廃止し、総務事務所などへ
- 山口県
- 高知県
- 福岡県
- 佐賀県
- 沖縄県 - 支庁（宮古、八重山）を2009年に廃止し、行政機関として宮古事務所、八重山事務所を設置する。

### 大正15年内務省告示第82号による支庁
支庁所在地の後ろは管轄区域
※は1942年12月1日、またはそれ以前に廃止
- 東京府（→東京都）
  - 大島支庁（元村：現大島町） - 大島・利島・新島・式根島・神津島・三宅島・御蔵島
  - 八丈支庁（大賀郷村：現八丈町） - 八丈島・青ヶ島・鳥島
  - 小笠原支庁（父島大村：現小笠原村） - 小笠原島・南鳥島・中ノ鳥島
  - 三宅支庁（神着村：現三宅村） - 三宅島・御蔵島。1943年4月1日に大島支庁管内から分立
- 長崎県
  - 南松浦支庁（南松浦郡福江町：現五島市） - 南松浦郡
  - 壱岐支庁（壱岐郡武生水町：現壱岐市） - 壱岐郡
  - 対馬支庁（下県郡厳原町：現対馬市） - 上県郡・下県郡
- 新潟県
  - 佐渡支庁（佐渡郡相川町：現佐渡市） - 佐渡郡
- 三重県
  - 南牟婁支庁※（南牟婁郡木本町：現熊野市） - 南牟婁郡
- 岐阜県
  - 飛騨支庁※（大野郡高山町：現高山市） - 大野郡・吉城郡
- 福島県
  - 南会津支庁※（南会津郡田島町：現南会津町） - 南会津郡
- 岩手県
  - 下閉伊支庁※（下閉伊郡宮古町：現宮古市） - 下閉伊郡
  - 九戸支庁※（九戸郡久慈町：現久慈市） - 九戸郡
- 石川県
  - 珠洲支庁※（珠洲郡飯田町：現珠洲市） - 珠洲郡
- 島根県
  - 隠岐支庁（周吉郡西郷町：現隠岐郡隠岐の島町） - 周吉郡・穏地郡・海士郡・知夫郡
- 岡山県
  - 阿哲支庁※（阿哲郡新見町：現新見市） - 阿哲郡
- 広島県
  - 神石支庁※（神石郡油木町：現神石高原町） - 神石郡
- 和歌山県
  - 東牟婁支庁※（東牟婁郡新宮町：現新宮市） - 東牟婁郡
- 愛媛県
  - 宇和支庁（宇和島市） - 北宇和郡・南宇和郡
    - 1946年12月1日廃止
- 高知県
  - 幡多支庁（幡多郡中村町：現四万十市） - 幡多郡
- 熊本県
  - 天草支庁※（天草郡本渡町：現天草市） - 天草郡
- 宮崎県
  - 西臼杵支庁※（西臼杵郡高千穂町） - 西臼杵郡
- 鹿児島県
  - 熊毛支庁（熊毛郡西之表町：現西之表市） - 熊毛郡
  - 大島支庁（大島郡名瀬町：現奄美市） - 大島郡
- 沖縄県
  - 宮古支庁（宮古郡平良町：現宮古島市） - 宮古郡
  - 八重山支庁（八重山郡石垣町：現石垣市） - 八重山郡
- 兵庫県（1945年6月6日に新設）
  - 淡路支庁（洲本市） - 津名郡・三原郡
    - 津名地方事務所・三原地方事務所を統合

### 樺太の支庁
- 樺太（樺太庁：府県や北海道における北海道庁に相当する。共通法1条2項で内地に含まれた。）
  - 豊原支庁（豊原市）1907年4月 -
    - 1937年7月 - 1942年10月は豊栄支庁
    - 大泊支庁（大泊郡大泊町） 1907年4月 - 1942年10月
    - 留多加支庁（留多加郡留多加町） 1922年10月 - 1924年12月

  - 敷香支庁（敷香郡敷香町） 1908年12月 -
    - 元泊支庁（元泊郡元泊村） 1922年10月 - 1942年10月

  - 真岡支庁（真岡郡真岡町） 1907年4月 -
    - 久春内支庁（泊居郡久春内村） 1913年6月 - 1913年10月
    - 泊居支庁（泊居郡泊居町） 1913年10月 - 1942年10月
    - 本斗支庁（本斗郡本斗町） 1922年10月 - 1942年10月

  - 恵須取支庁（恵須取郡恵須取町） 1940年1月 -
    - 名好支庁（名好郡名好町） 1908年12月 - 1913年6月
    - 鵜城支庁（恵須取郡鵜城村） 1922年10月 - 1924年12月

最終的に豊原・敷香・真岡・恵須取の4支庁に再編された。各支庁所在地は1945年8月の名称。

## 外地の支庁
共通法で内地とされなかった、いわゆる外地においても支庁設置の例がある。

### 南洋群島に置かれていた支庁
委任統治領の統治機関として設置された南洋庁も管轄区域を分けて支庁を設置していた。
- 南洋群島（南洋庁）
  - 東部支庁（トラック支庁、ポナペ支庁、ヤルート支庁を統合し成立。所在地はカロリン諸島中部のトラック。）
    - ポナペ出張所（かつてのポナペ支庁。カロリン諸島東部を管轄。）
    - ヤルート出張所（南洋群島東端のマーシャル諸島を管轄。昭和18年廃止）

  - 北部支庁（かつてのサイパン支庁。北マリアナ諸島を管轄。所在地はサイパン島。）
  - 西部支庁（パラオ支庁とヤップ支庁を統合し成立。所在地は南洋群島西端のパラオ。）
    - ヤップ出張所（かつてのヤップ支庁。カロリン諸島西端を管轄。）